# Yucca aloifolia
Yucca aloifolia är en sparrisväxtart som beskrevs av Carl von Linné. Yucca aloifolia ingår i släktet palmliljor, och familjen sparrisväxter. Inga underarter finns listade i Catalogue of Life.

## Bildgalleri

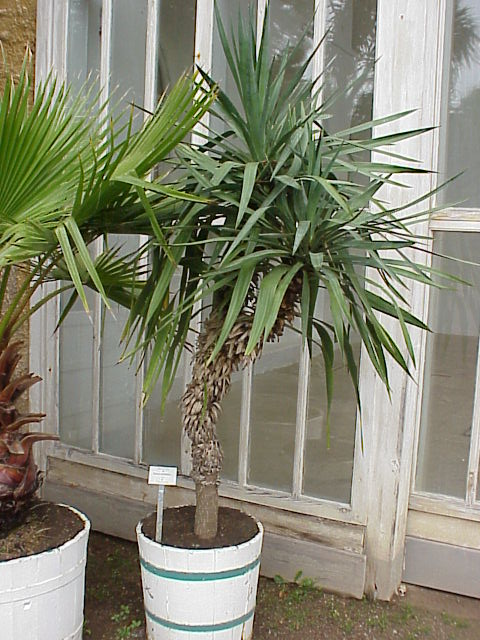
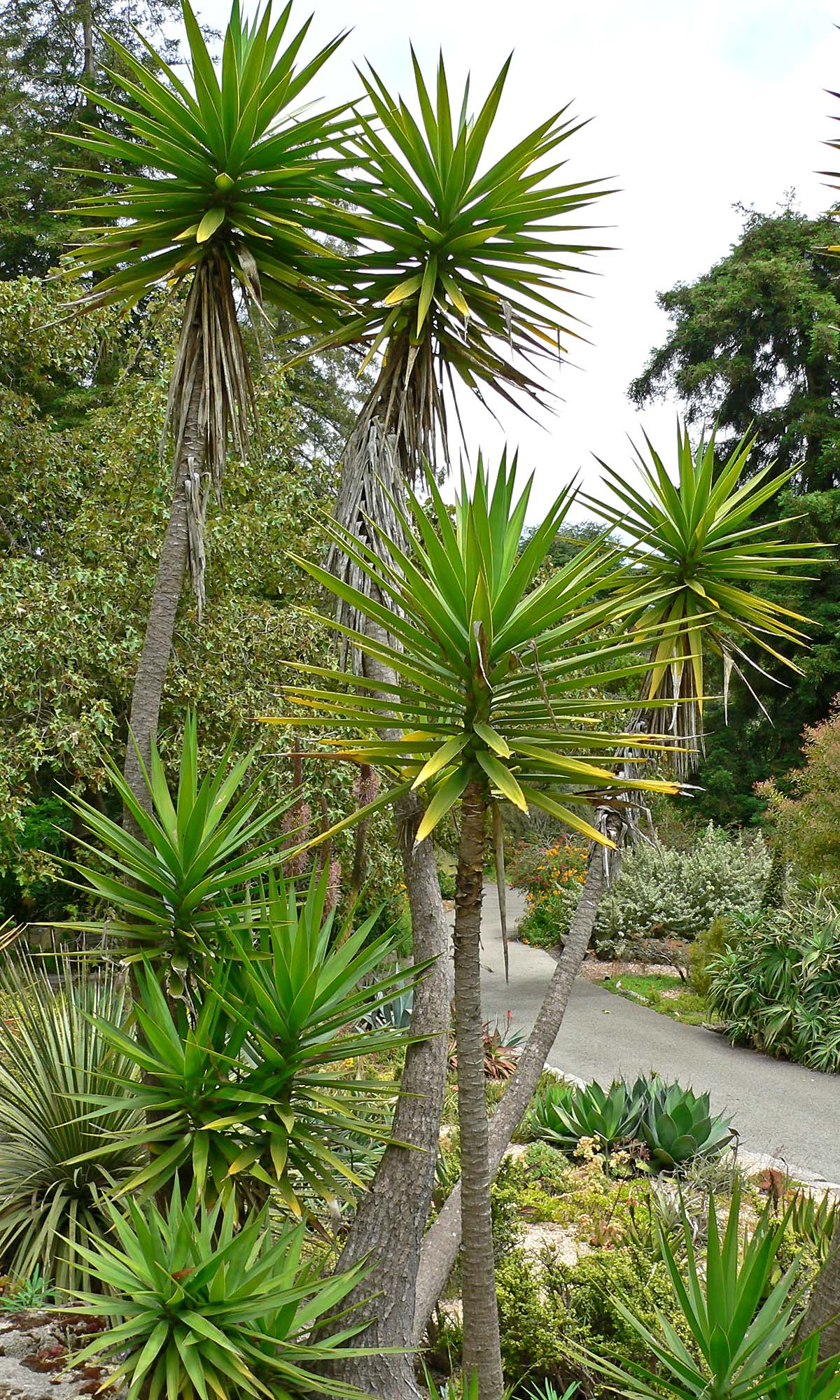
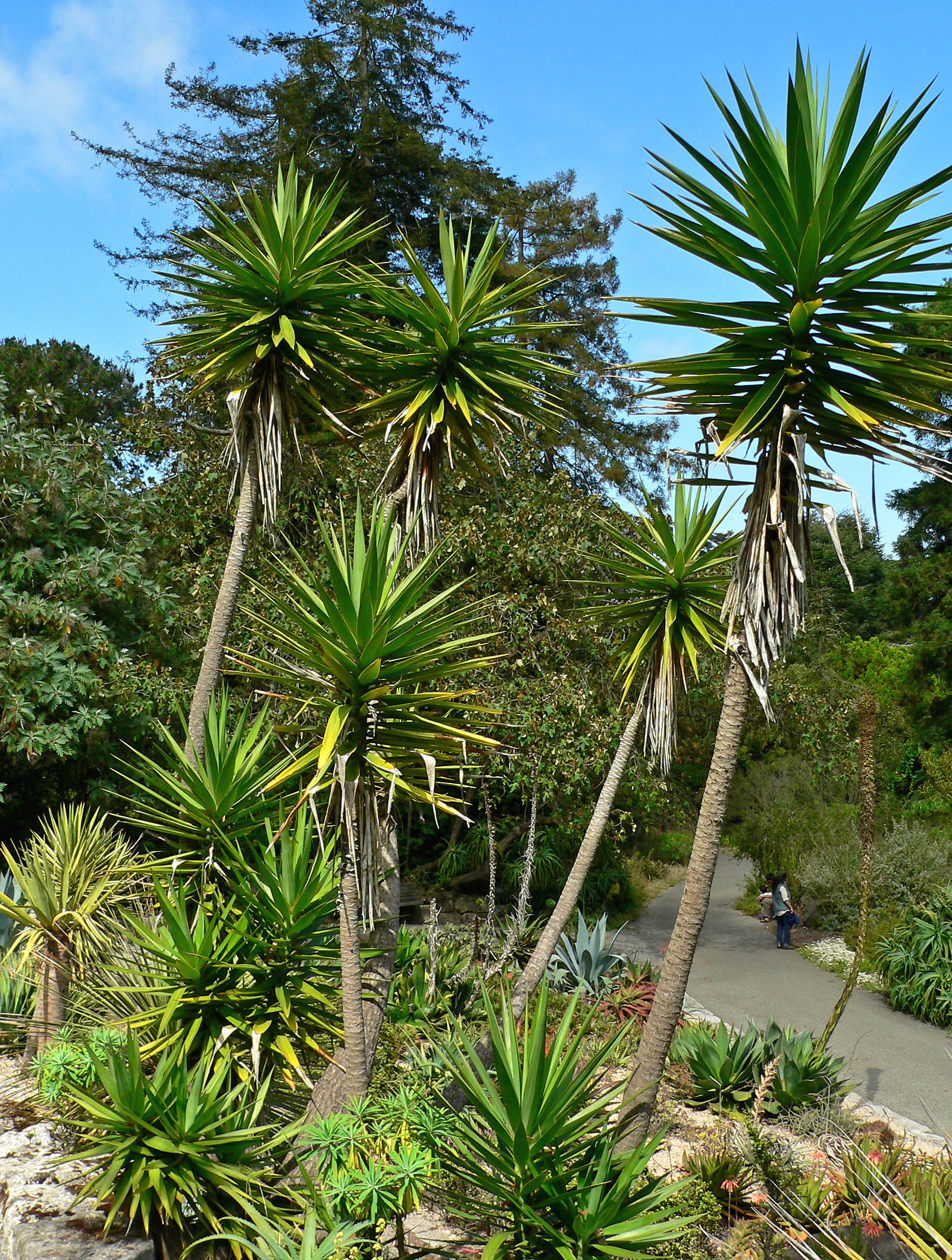
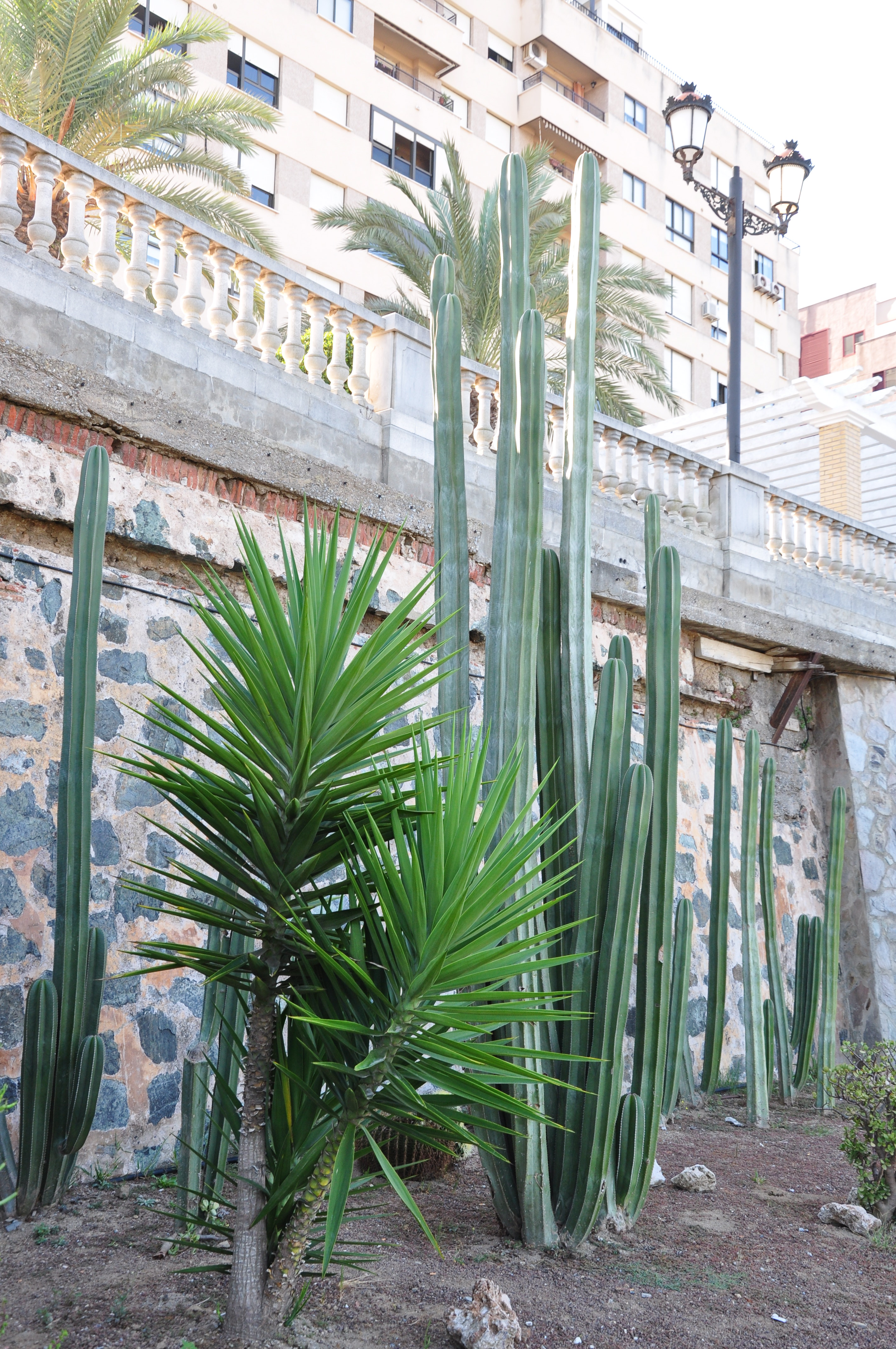
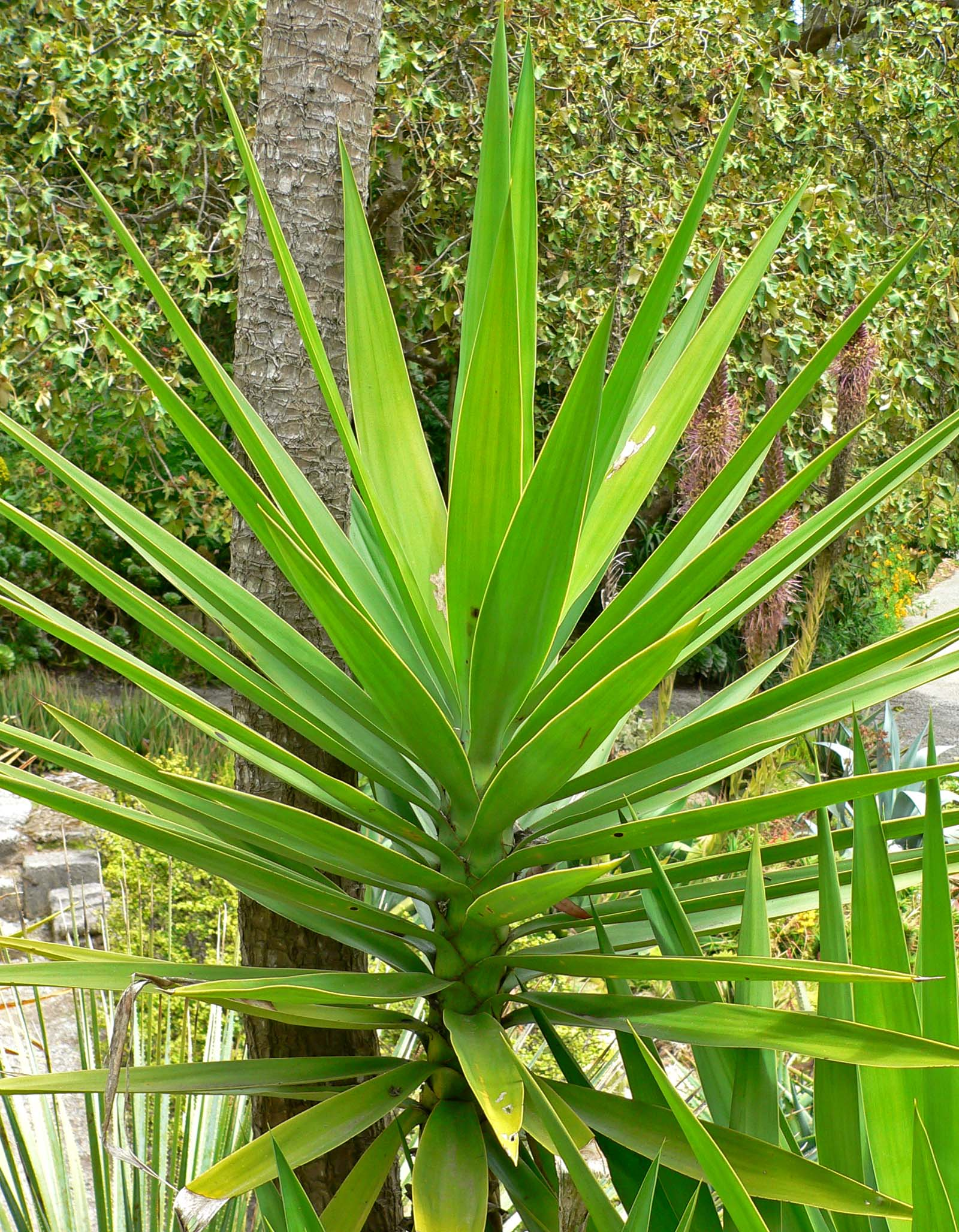
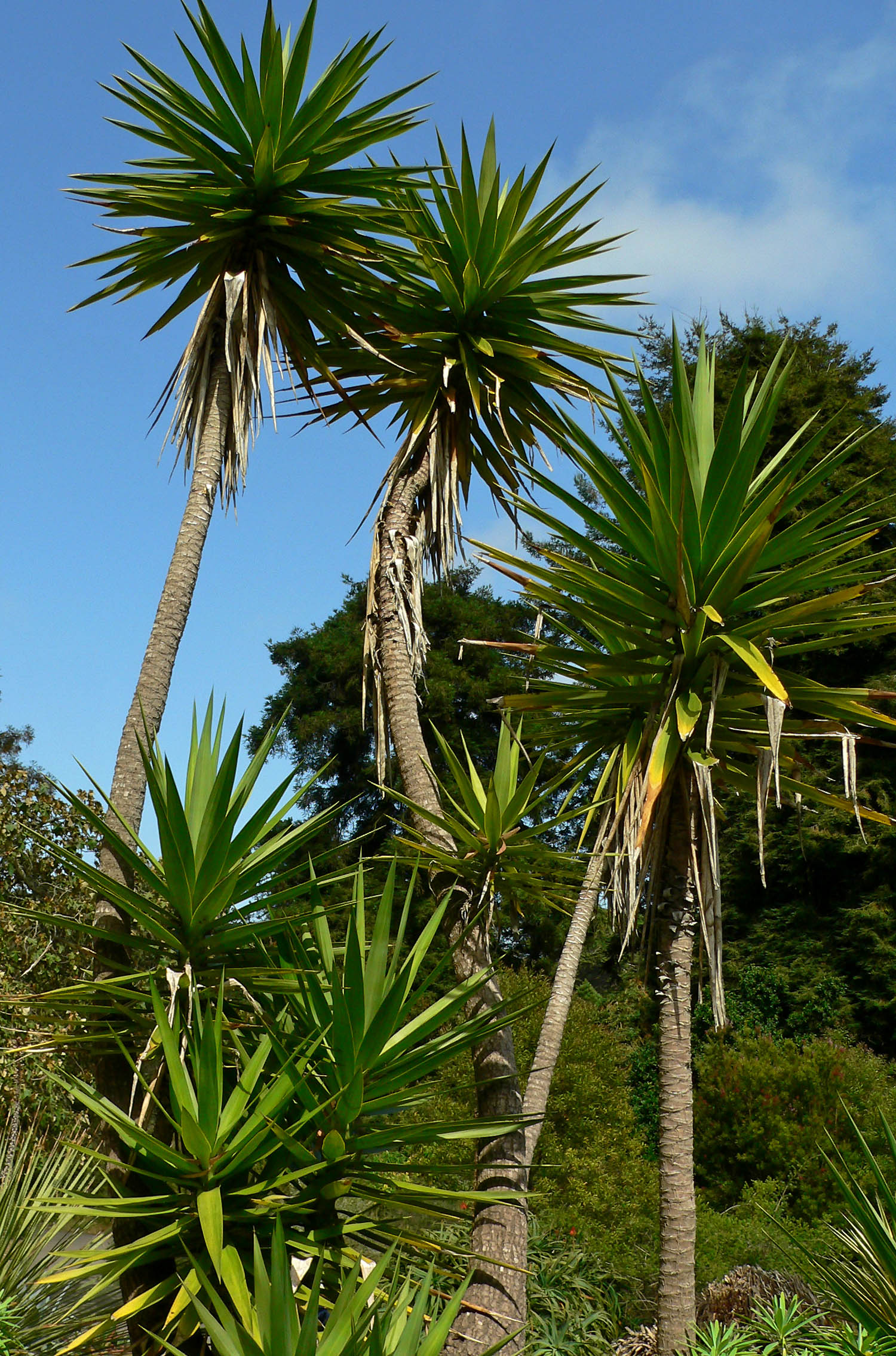